# Марвин (робот)
Марвин (од Marvin - Mobile Autonomous Robot Vehicle for Indoor Navigation) је покретни робот развијен на Роботикс Леб (Robotics Lab) у оквиру Универзитета Кајзерслаутерн (Kaiserslautern) у Немачкој. Овог робота чине два пара диференцијалних точкова, браник зарад сигурности при раду, површински ласерски скенери за откривање препрека на предњем и задњем делу, појас са ултразвучним сензорима за препознавање оштрикх ивица столова, веб-камера, још један ласерски скенер постављен на висини од једног метра за слободнији поглед и систем стерео микрофона за локализацију извора звука. Његов систем кретања је базиран на прилажењу објектима а способности сналажења зависе од дводимензионалне геометрије и тополошке стратегије.

## Техничке особине
- Дужина: 72
- Ширина: 72
- Висина: 120
- Тежина: око 80
- Максимална радна тежина: око 100
- Напајање: 2 оловне батерије, свака 12V
- Радно време: око 3 сата
- Кретање: Диференцијалне осовине са два екетро мотора
- Максимална брзина: 4.3
- Управљање: Контролни систем од 2 Максон-мотора (Maxon-Motor), контролисан преко картице за процесирање дигиталних сигнала (DSP-Board, DSP - Digital Signal Processing)
- Компјутер: 1 уграђени Персонални рачунар
- Сензори: 2 SICK ласерска скенера, ултразвучни појас, 2 микрофона, веб-камера

## Тим твораца
- Карстен Хиленбранд (Carsten Hillenbrand)
- Тобијас Лукш (Tobias Luksch)
- Јенс Ветах (Jens Wettach)
- Јасир Ниаз Кан (Yasir Niaz Khan)